# La giovane martire
La giovane martire (La Jeune Martyre) è un dipinto a olio su tela del pittore francese Paul Delaroche. Ne esistono due versioni, una del 1853 e l'altra del 1855, e si basa sullo stile romantico dei dipinti di genere. La seconda versione si conserva al museo del Louvre di Parigi, mentre la prima fa parte delle collezioni del museo dell'Ermitage di San Pietroburgo. La prima riproduzione fotografica del dipinto, stampata all’albumina, è del milanese Pompeo Pozzi, di cui è oltremodo famosa la riproduzione della Monna Lisa di Leonardo, negli anni ‘70 del 1800.

## Storia
Dipinto negli ultimi anni di vita dell'artista, il soggetto sarebbe venuto in mente al pittore quando quest'ultimo soffriva di una malattia grave. Il dipinto rettangolare con un piano curvo venne ornato con una cornice dorata. La seconda versione entrò nelle collezioni del Louvre nel 1895, dopo essere stata in una collezione privata.

## Descrizione
Il quadro raffigura in primo piano una giovane con le mani legate, alla deriva, nelle acque di un fiume identificato con il Tevere. Sullo sfondo, nella penombra, si distinguono una barca e due figure raggruppate in atteggiamento lacrimoso (forse i genitori della donzella) che osservano dalla riva il corpo senza vita della giovane martire. La scena si svolge al crepuscolo e la penombra avvolge tutto lo sfondo. Una luce bianca illumina la parte superiore del corpo della giovane e pone così un contrasto potente che rafforza il dramma della scena. La sua origine deriva sicuramente dall'aureola che aleggia sopra il volto della martire. Théophile Gautier definì il quadro "un'Ofelia cristiana" e ammirò il viso della fanciulla, che per lui era di una "purezza verginale" e di una "bellezza divina".

## Altre versioni
La prima versione, dipinta nel 1853 e di dimensioni più piccole, si trova all'Ermitage di San Pietroburgo. L'opera venne acquistata dalla granduchessa russa Elena Pavlovna e venne collocata nel palazzo Michajlovskij. Dopo che nel palazzo venne istituito il museo russo, il dipinto fu trasferito nel palazzo Kamennoostrovskij e venne inserito nell'elenco dei beni di proprietà della duchessa Elena di Meclemburgo-Strelitz. Dopo la rivoluzione d'ottobre, il dipinto divenne di proprietà nazionale e nel 1921 fu trasferito all'Ermitage tramite il fondo dei musei di stato.
Esiste inoltre una copia del dipinto realizzata da Charles Jalabert che si trova al Walters Art Museum di Baltimora.